# Ètnia waccamaw
Els waccamaw son una ètnia ameríndia que abans del primer contacte vivien al que avui son Carolina del Nord i del Sud. Avui dia s'organitzen políticament en dues tribus ameríndies reconegudes estatalment: waccamaw siouan a Carolina del Nord, són la primera tribu reconeguda estatalment a Carolina del Sud. Es van organitzar com una organització sense ànim de lucre el 1992, quan van establir el seu govern i van començar a buscar el reconeixement. I a Carolina del Sud els Waccamaw Indian People antigament els Chicora-Waccamaw Indian People.

## Territori
La branca de Carolina del Sud dels waccamaw són descendents d'una comunitat coneguda com l'Assentament Dimery de Carolina del Sud. Han habitat molt territori a l'actual nord de Carolina del Sud. Els antics waccamaw eren habitants riberencs que vivien al llarg del riu Waccamaw de l'actual riu Lumber al llac Waccamaw de Carolina del Nord a la badia de Winyah prop de Georgetown (Carolina del Sud).

## Història
Mentre que els waccamaw mai van ser nombrosos, foren víctimes de la pèrdua de població devastadora i la dispersió amb la incursió de colons i les seves malalties durant el segle xviii.
Segons l'etnògraf, John Reed Swanton, els waccamaw podrien haver estat un dels primers grups dels nadius de la part continental visitats pels exploradors espanyols al segle xvi. Dins de la segona dècada del segle xvi, Francisco Gordillo i Pedro de Quexos capturaren i esclavitzaren alguns amerindis i els van portar a l'Hispaniola. La majoria va morir als dos anys, tot i que se suposava que havien de ser retornats a la terra ferma. Un dels homes a qui van capturar els espanyols va ser batejat i va aprendre espanyol. Conegut com a Francisco de Chicora, va treballar per a Lucas Vázquez de Ayllón, qui el va dur a Espanya en un viatge. Chicora va parlar al cronista de la cort Pere Màrtir d'Angleria sobre més de vint pobles indígenes que vivien en l'actual Carolina del Sud, entre els quals va esmentar els "chicora" i "Duhare", els territoris tribals de les quals comprenien les regions més septentrionals. L'etnògraf John Reed Swanton creia que aquestes nacions eren respectivament els waccamaw i els indis de Cape Fear.

### Segle XVIII
El contacte amb els europeus gairebé va anihilar els waccamaw. Com que no tenien immunitat natural a les malalties infeccioses endèmiques procedents d'Euràsia, com ara la verola i el xarampió, els waccamaw, igual que molts pobles nadius del sud-est, va morir per centenars. A principis del segle xviii, els saraw, un poble relacionat amb l'ètnia sioux del sud-est de l'altiplà de Piedmont, van intentar reclutar els waccamaw per donar suport als yamasee i altres tribus contra els anglesos durant la Guerra Yamasee de 1715. Els waccamaw mantingueren una guerra breu contra la colònia de Carolina del Sud en 1720 per aturar l'onada d'incursions angleses al Piemont. Els registres colonials afirmen que els anglesos van matar, o prendre captius nombrosos homes, dones i nens waccamaw.
Aquests esdeveniments es tornaren a repetir. Atrapats enmig de l'acceleració del comerç de pells de cérvol i d'esclaus, els waccamaw es van veure obligats a l'esclavitud. Mentre que Jordi II de Gran Bretanya va ordenar a tots els propietaris de les plantacions alliberar els seus esclaus amerindis en 1752, alguns propietaris d'esclaus es van negar a fer-ho sense compensació. Els amos d'esclaus simplement insistiren que no posseïen cap esclaus amerindi i van proclamar que els seus esclaus amerindis eren negres.
En 1755, John Evans anotà al seu diari que els cherokees i natchez mataren alguns amerindis waccamaw i Pee Dee "en els assentaments dels blancs." Llur localització aleshores és incerta, però hom creu que els waccamaw vivien vora l'actual Moncks Corner (Carolina del Sud).

### Segle XIX
A mitjan segle xviii es va formar l'assentament Dimery, prop Dog Bluff, Carolina del Sud. Allà es va formar una comunitat central de famílies aliades waccamaw: Dimery, Cook, Hatcher, i Turner. Es coneixia com una comunitat "índia". En 1809 John Dimery es casà amb Elizabeth Hardwick al comtat de Marion (Carolina del Sud). Pel 1813 John i Elizabeth Hardwick Dimery es traslladaren al comtat de Horry, on hi compraren 300 acres (1,2 km²) de terra al marge oriental del petit riu Pee Dee. John Dimery i els seus fills van augmentar la tinença de terra en posteriors anys i formaven el cor de l'assentament Dimery waccamaw.
En 1850 l'assentament Dimery havia crescut ben bé en quatre famílies: la de John Dimery, Willis Thompkins, Cockran Thompkins, i Sara Cook, amb un total d'uns 27 individus. La tradició oral diu que en tot aquest temps John Dimery va donar el terreny per a la criança d'Església Pisgah. Els waccamaw conrearen cotó, blat de moro i després tabac, el mateix que els seus veïns. Van participar en les activitats de la comunitat, com ara la matança del porc, construcció de graners, i tala defusta en què els membres de la comunitat van combinar els seus esforços per ajudar els membres individuals de l'assentament.
Les classificacions del cens registrel els waccamaw com a "persones lliures de color", amenaçant la seva identitat indígena al segle xix, ja que el cens no va utilitzar la categoria "indi" per als indis sense reserva fins a 1870, John Dimery va aparèixer per primera vegada en el cens del comtat de Horry en 1820 com una "persona lliure de color." Els historiadors i genealogistes Virginia DeMarce i Paul Heinegg han trobat que el 80 per cent de les persones que figuren com a persones lliures de color en 1790 i 1810 eren descendents d'afroamericans lliures a Virgínia colonial. La majoria dels que eren descendents de les unions i els matrimonis entre dones blanques i homes africans, gent que van viure i van treballar junts com a lliures, serfs o esclaus. Alguns dels africans van ser alliberats ja a mitjans del segle xvii.
L'exemple del membres de la família Hatcher mostra la variabilitat d'identificació com a amerindis en els registres oficials dels Waccamaw de l'Assentament Dimery, i altres pobles amerindis al sud, ja que poques vegades se'ls va preguntar com s'identifiaven. Al cens federal de 1920, William I. Hatcher, que vivia a Galivants Ferry Township, va ser classificat com a blanc. Els seus germans Noah, Julius, Robert i Vander, que vivien a Dog Bluff Township, foren registrats com a "mulats;" i els seus oncles Peter i William Hatcher, que vivien al comtat de Robeson (Carolina del Nord), foren enumerats com a "indis". Aquestes classificacions també poden haver estat representacions precises de les seves aparicions i afiliacions ètniques en el moment. Amb els matrimonis mixtos amb altres races, alguns descendents d'indis americans foren registrats amb altres ètnies.

## Avui
Avui en dia, els waccamaw de Carolina del Sud consisteixen en prop de 400 membres. Els waccamaw demanaren a l'Estat el seu reconeixement com una tribu ameríndia, i va rebre el reconeixement formal per part de la Comissió de Carolina del Sud per a Afers de les Minories, el 17 de febrer de 2005. La tribu té la seu central i limita amb el riu Waccamaw i el petit riu Pee Dee a Aynor, comtat de Horry.
La majoria dels membres de la tribu viuen al llarg del riu Waccamaw als comtats de Georgetown i Horry, especialment vora l'àrea coneguda com a Dog Bluff. En maig de 2004, el poble waccamaw de Carolina del Sud va rebre 20 acres (80.000 m²) de terra a les terres ancestrals de la tribu a la comunitat Dog Bluff vora Aynor al comtat de Horry.
Els waccamaw de Carolina del Sud foren uns dels membres fundadors de la South Carolina Indian Affairs Commission, de la National Organization for the Unification of Native Americans (NOUNA), i de la National Coalition for Indian Sovereignty.